# Paramelomys lorentzii
Il ratto dalla coda a mosaico di Lorentz (Paramelomys lorentzii  Jentink, 1908) è un roditore della famiglia dei Muridi endemico della Nuova Guinea.

## Descrizione
Roditore di medie dimensioni, con la lunghezza della testa e del corpo tra 135 e 195 mm, la lunghezza della coda tra 102 e 135 mm, la lunghezza del piede tra 26 e 39 mm, la lunghezza delle orecchie tra 13 e 18 mm.

La pelliccia è corta e liscia. Le parti superiori sono bruno-grigiastre. Le guance sono giallo-brunastre o grigie. Sono presenti degli anelli scuri intorno agli occhi. Le parti ventrali sono bianche, con la base dei peli grigia. I fianchi sono più chiari. La linea di demarcazione è netta. Il dorso delle zampe è chiaro. La coda è più corta della testa e del corpo. scura sopra, più chiara sotto. Sono presenti 9-13 anelli di scaglie per centimetro, corredata ciascuna da 3 peli.

## Biologia

### Comportamento
È una specie terricola.

## Distribuzione e habitat
Questa specie è diffusa nella parte centro-meridionale della Nuova Guinea.
Vive nelle foreste di pianura ed a galleria fino a 1.500 metri di altitudine.

## Conservazione
La IUCN Red List, considerato il vasto areale e la popolazione numerosa, classifica P.lorentzii come specie a rischio minimo (Least Concern).